# Jarret Thomas
Jarret John Thomas, detto JJ (Golden, 6 aprile 1981), è un ex snowboarder statunitense.

## Palmarès

### Olimpiadi
- Bronzo a Salt Lake City 2002 nell'halfpipe.